# 岐秀元伯
岐秀 元伯（ぎしゅう げんぱく、生年不詳 - 永禄5年（1562年）3月23日）は、戦国時代の臨済宗妙心寺派（関山派）の禅僧。甲斐国甲府の長禅寺（山梨県甲府市愛宕町）住持。

## 略歴

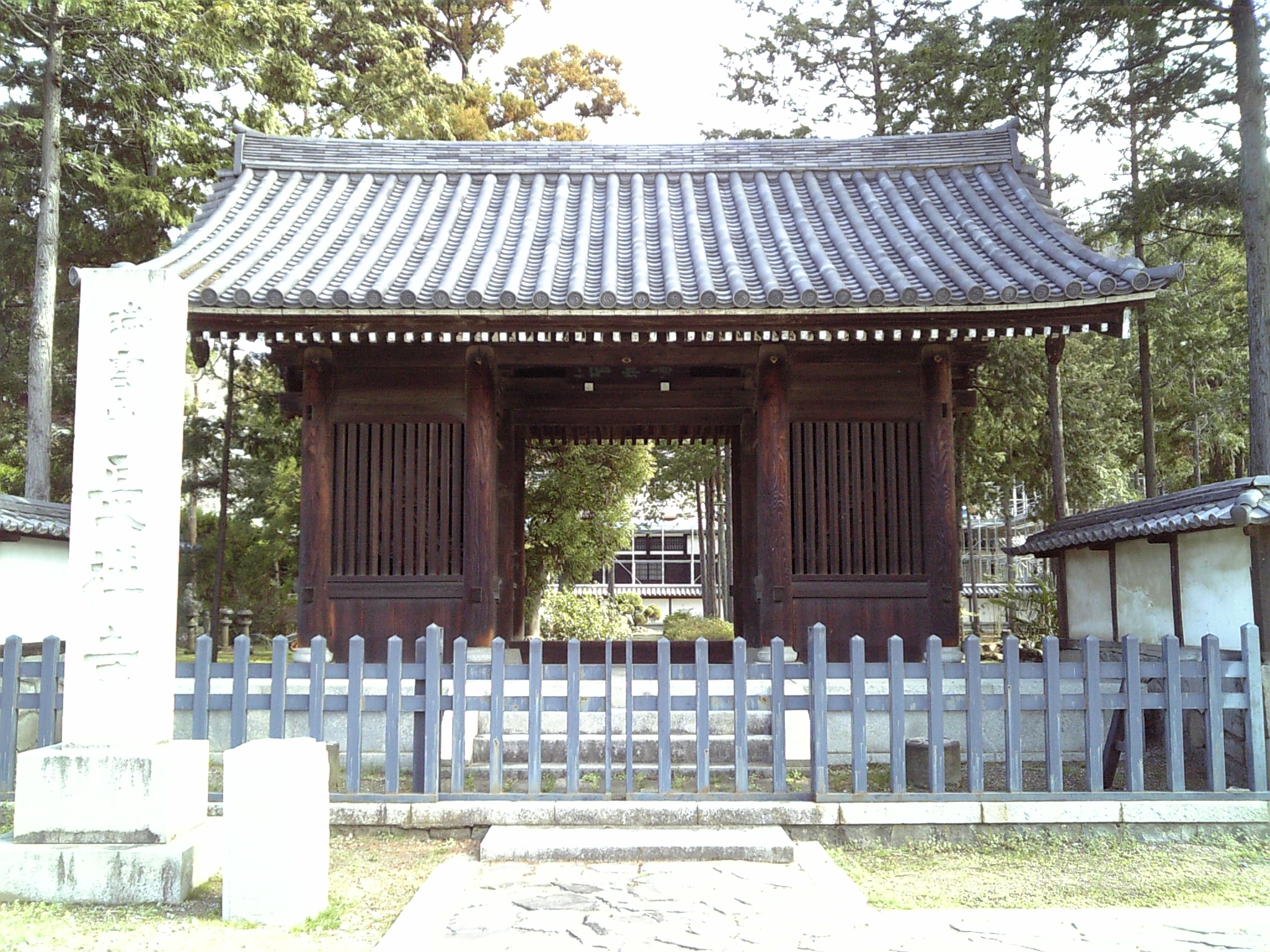
長禅寺

悟渓宗頓を分派祖とする東海派の僧。当初は尾張国瑞泉寺にいて、悟渓宗頓の法嗣・大宗玄弘に師事して印可を受け、法兄弟には関東に教線を広げた江南殊栄や、天文14年（1544年）に甲斐国の恵林寺29世となった鳳栖玄梁（ほうせいげんりょう）がいる。甲斐国西郡の国衆・大井信達の娘で甲斐守護・武田信虎の正室となった大井夫人に招かれ、大井氏の本拠である甲斐巨摩郡大井荘内の長禅寺（山梨県南アルプス市鮎沢の古長禅寺）に入山する。
岐秀は信虎の嫡男である晴信（信玄）の学問の師となったという。『高白斎記』に拠れば、天文21年（1552年）5月には大井夫人の葬儀の際に大導師を務めている。天文23年（1554年）5月7日には大井夫人三回忌の導師を務めている。（「天正玄公仏事法語」）。晴信は天文24年（1555年）に長禅寺（古長禅寺）を甲府へ移転し、岐秀を開山に甲府五山第一位の寺とした。これが現在古長禅寺とは別に甲府市愛宕町に所在する長禅寺である。
また、『甲陽軍鑑』に拠れば、天文21年2月12日には晴信の出家に際して得度式を務め「機山信玄」の法名を与えたという。岐秀の没後は、春国光新（しゅんこくこうしん）が長禅寺二世住職となる。